# Jordi Soler
Jordi Soler (1963 près de Veracruz au Mexique - ) est un journaliste et un écrivain mexicain.

## Biographie
Jordi Soler est né dans une communauté d'exilés catalans fondée par son grand-père à la fin de la guerre civile espagnole.
Écrivain, journaliste et critique de rock, Jordi Soler collabore aux plus importantes publications mexicaines et espagnoles (La Jornada, Reforma, El Pais, Letras Libres). Il a été attaché culturel en Irlande de 2000 à 2003, avant de s'installer à Barcelone où il vit actuellement.
Il est l'auteur de plusieurs recueils de poèmes ainsi que de nombreux romans.

## Recueils de poèmes
- El corazón es un perro que se tira por la ventana (1993)
- Ola perdida (2000)
- La novia del soldado japonés (2001)

## Romans
- Bocafloja (1994)
- La corsaria (1996)
- Nueve Aquitania (1999)
- La mujer que tenía los pies feos (2001)
- Los rojos de ultramar (2004)
- La última hora del último día (2007)
- La fiesta del oso (2009)
- Diles que son Cadáveres (2011)
- La Guerra Perdida (2012)
- Restos Humanos (2013)
- Ese príncipe que fui (2015)

## Œuvres traduites en français
- Les Exilés de la mémoire, [« Los rojos de ultramar »], trad. de Jean-Marie Saint-Lu, Éditions Belfond, 2007, est un récit partiellement autobiographique qui évoque le destin de son grand-père Arcadi, artilleur républicain exilé au Mexique après la victoire de Franco.
- La Dernière Heure du dernier jour, [« La última hora del último día »], Éditions Belfond, 2008, prolonge la quête autobiographique en dépeignant la vie d'immigrés catalans exilés au fin fond de la jungle mexicaine, à "La Portuguesa", plantation de café conçue comme un îlot d'utopie après la défaite des républicains en Espagne.
- La Fête de l'ours, [« La fiesta del oso »], Éditions Belfond, 2011 -  Qu'est devenu Oriol, le frère de son grand-père Arcadi ?
- Dis-leur qu’ils ne sont que cadavres, [« Diles que son Cadáveres »], Éditions Belfond, 2013
- Restos humanos, [« Restos humanos »], Éditions Belfond, 2015
- Ce prince que je fus ("Ese principe que fui"), traduit de l'espagnol par Jean-Marie Saint-Lu, Editions La Contre Allée, 2019. Un homme découvre sa condition d'héritier de l'Empire aztèque et en abuse pour s'introduire dans la haute bourgeoisie de Barcelone et de l'Espagne franquiste.

## Prix et récompenses
- 2012 Lauréat du Prix Littéraire des Jeunes Européens dans la catégorie des auteurs traduits, pour son roman La Fête de l'ours publié aux éditions Belfont[1]